# استبدال الصمام الأبهري عبر الجلد
استبدال الصمام الأبهري عبر الجلد (PAVR) والمعروف أيضًا باسم زرع الصمام الأبهري عبر الجلد (PAVI) أو زرع الصمام الأبهري بطريق القثطار (TAVI) أو استبدال الصمام الأبهري بطريق القثطار (TAVR)، هي إجراءات تلجأ إلى استبدال الصمام الأبهري للقلب عن طريق الدخول عبر الأوعية الدموية (بدلًا من استبدال الصمام عن طريق جراحة القلب المفتوح). يوضع الصمام البديل عبر إحدى طرق الوصول العديدة: عبر الفخذي (في الجزء العلوي من الطرف السفلي) أو عبر قمة القلب (من خلال جدار القلب) أو بمدخل تحت الترقوة (تحت عظمة الترقوة) أو عبر الأبهر مباشرةً (من خلال إجراء شق جراحي طفيف التوغل في الشريان الأبهر) أو عبر الأجوف (من خلال إحداث ثقب مؤقت في الشريان الأبهري بالقرب من سرة البطن بعد الدخول عبر وريد في الجزء العلوي من الطرف السفلي)، وذلك بالإضافة إلى طرق أخرى عديدة.
يحمل تضيق الصمام الأبهري العرضي الشديد إنذارًا سيئًا (أي له أعراض وعلامات سريرية هامة). كان استبدال الصمام الأبهري الجراحي حتى وقت قريب هو الإجراء المعياري لمعالجة البالغين الذين يعانون من تضيق الصمام الأبهري الشديد الهام. ومع ذلك، يمتلك هذا النوع من الإجراءات مخاطر ومضاعفات خطيرة خاصةً لدى المرضى المسنين والمرضى الذين يعانون من قصور القلب الانقباضي الشديد (فشل القلب) أو الداء القلبي الإكليلي أو اعتلال في الأوعية الدماغية أو أمراض الشرايين المحيطية أو أمراض الكلى المزمنة أو اضطرابات الجهاز التنفسي المزمنة.

## الاستخدامات الطبية
يملك مرضى تضيق الصمام الأبهري العرضي الشديد معدل وفيات يقدر بنحو 50 ٪ خلال سنتين إذا بقيت دون تدخل طبي. قلل استبدال الصمام الأبهري عبر القثطار من معدلات الوفاة والأعراض القلبية بشكل كبير مقارنةً بجراحة القلب المفتوح لدى المرضى الذين يملكون درجة خطورة عالية لإجراء الخيار الأخير. لا يُنصح في الوقت الحالي باستخدام استبدال الصمام الأبهري بطريق القثطار بشكل روتيني للمرضى ذوي الاختطار المنخفض لصالح استبدال الصمام الأبهري عبر السبيل الجراحي، ولكنه خيار وارد للمرضى المعرضين للخطر المتوسط استنادًا إلى دراسات حديثة تُظهر أن الاستبدال عبر القثطار ليس بديلًا عن الحل الجراحي.
يُجرَى استبدال الصمام الأبهري بطريق القثطار عبر القمة للمرضى الذين لا يمكنهم الخضوع لأي إجراء آخر؛ إذ اقترحت توصيات المجلة الطبية البريطانية السريعة المستندة إلى الأدلة عدم تنفيذ هذا الإجراء للأشخاص المرشحين لإجراء استبدال الصمام الأبهري بطريق القثطار عبر الفخذي أو عن طريق الجراحة. يمكن اللجوء لدى هؤلاء المرضى إلى استبدال الصمام عبر الجراحة إذا كانوا أصغر من 75 عامًا أو استبدال الصمام الأبهري بطريق القثطار عبر الفخذي إذا كانوا أكبر من 75 عامًا. يستند الأساس المنطقي للتوصيات القائمة على العمر إلى حقيقة امتلاك بدائل الصمام الأبهري الجراحية عمرًا أطول (متوسط البقاء نحو 20 عامًا) وبالتالي سيكون الأشخاص الذين يملكون عمرًا متوقعًا أطول أكثر عرضة للخطر إذا كانت مدة بقاء استبدال الصمام الأبهري بطريق القثطار أسوأ من الجراحة.